# سفارت اروگوئه در واشینگتن
سفارت اروگوئه در واشینگتن (به انگلیسی: Embassy of Uruguay) یک منطقهٔ مسکونی و نمایندگی سیاسی این کشور در ایالات متحده آمریکا است که در واشینگتن، دی.سی. واقع شده‌است.